# Edward Belcher

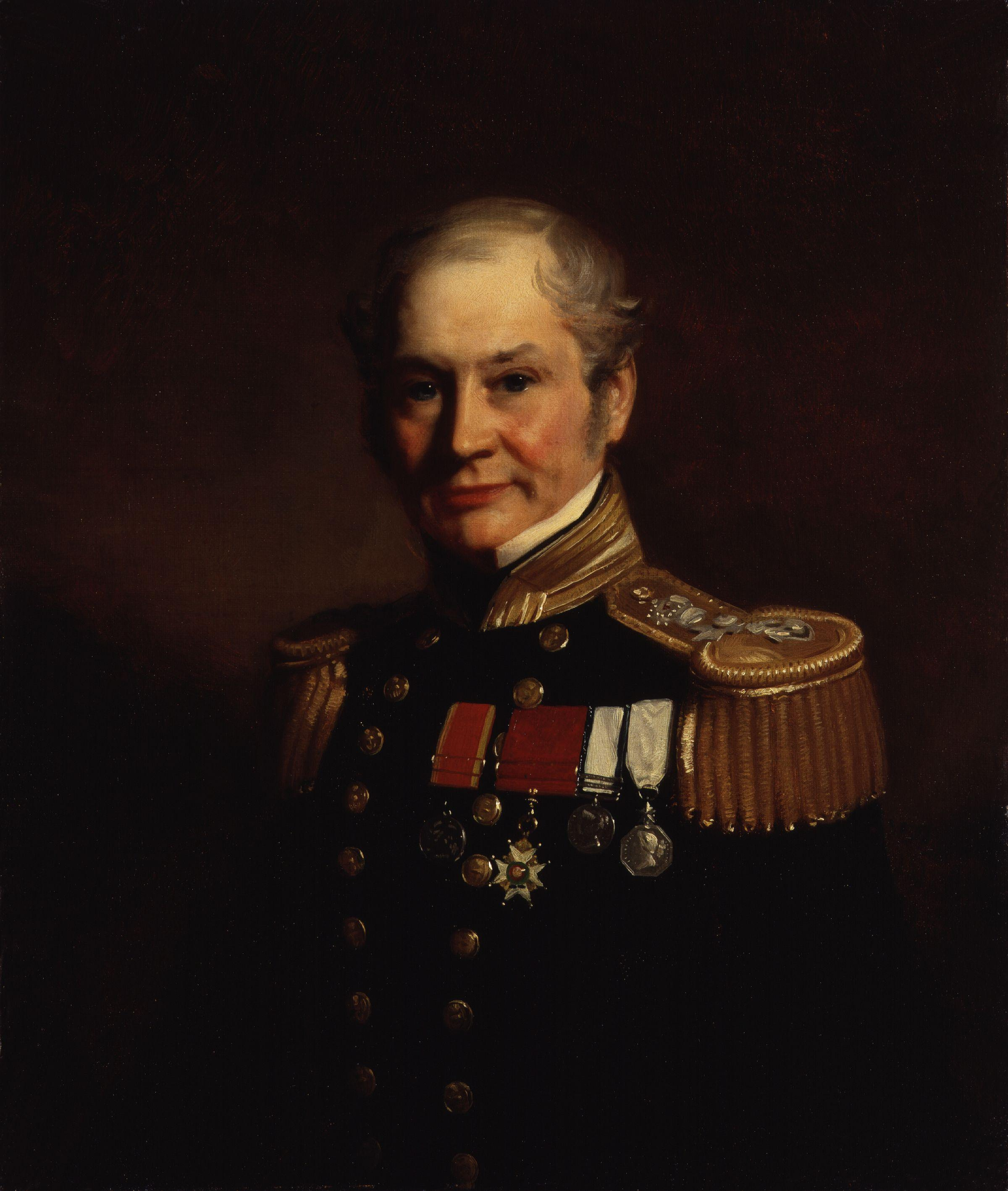
Edward Belcher, Gemälde von Stephen Pearce, 1859.

Sir Edward Belcher, KCB (* 27. Februar 1799 in Halifax, Neuschottland; † 18. März 1877 in London) war ein britischer Seefahrer und Polarforscher.

## Leben
Belcher trat im April 1812 im Alter von 13 Jahren in die Royal Navy ein, im Dezember desselben Jahres wurde er zum Midshipman befördert. 1816 nahm er an Bord der HMS Superb an der Bombardierung von Algier teil. 1818 stieg er in den Rang eines Lieutenant auf. Er wurde 1825 dem Captain Frederick William Beechey beigegeben und machte dessen Reise zur Beringstraße mit. 1829 wurde er zum Commander befördert. Am 11. September 1830 heiratete er Diana Jolliffe. 1835 brach er unter Captain Beechey zu einer ausgedehnten Vermessungsexpedition an die Westküste Nord- und Südamerikas auf. An Captain Beecheys Stelle, der bereits 1836 gesundheitsbedingt abgelöst werden musste, übernahm Blecher das Kommando über die Schiffe HMS Sulphur und  HMS Starling, mit denen er dann bis 1842 eine Weltumrundung unternahm. Die lange Dauer erklärt sich unter anderem dadurch, dass er sich während dieser Reise auch an den ersten Opiumkrieg gegen die Chinesen beteiligte. In Anerkennung seiner Leistungen wurde er im Mai 1841 zum Captain befördert und im Oktober 1841 als Companion des Order of the Bath ausgezeichnet.
1842 wurde er zur kartografischen Aufnahme der Küsten Borneos und Japans ausgesandt und nach seiner Rückkehr im Januar 1843 als Knight Bachelor geadelt.
In seiner letzten Unternehmung leitete Belcher 1852 die große Suchexpedition nach John Franklin, nachdem die Schiffe HMS Intrepid und Pioneer im Eis stecken blieben. Wenn dies auch erfolglos blieb, so erforschte Belcher wenigstens die Penny Strait mit Schlitten und kam bis zum Jones Sound. Nach ihm wurden die Belcherinseln und der Belcher-Kanal benannt. 1854 kehrte er nach dem Verlust mehrerer Schiffe in die Heimat zurück. Daraufhin wurde er vor ein Kriegsgericht gestellt, jedoch freigesprochen. Er verteidigte sich später in seiner Schrift The last Arctic voyages (2 Bände, London 1855).
Eines der verlorenen Schiffe war die HMS Resolute. Im Jahre 1855 bargen amerikanische Walfänger das im Polareis stecken gebliebene Schiff, das nach einer Reparatur der britischen Krone zurückgegeben wurde. Nach der Demontage des Schiffs im Jahre 1879 wurde aus dem Holz ein Schreibtisch gebaut. Der Schreibtisch war ein Dankesgeschenk der britischen Königin Victoria und wurde am 23. November 1880 an US-Präsident Rutherford B. Hayes übergeben. Er wird als „Resolute Desk“ bezeichnet und steht als Schreibtisch des US-Präsidenten im Oval Office des Weißen Hauses. Mit Ausnahme von Lyndon B. Johnson, Richard Nixon und Gerald Ford wurde dieser Schreibtisch von allen anderen Präsidenten nach Hayes verwendet.
1863 wurde Belcher zum Rear-Admiral, 1866 zum Vice-Admiral und 1872 zum Admiral befördert. Am 13. März 1867 wurde er zum Knight Commander des Order of the Bath erhoben.
Am 19. Mai 1938 ehrte die kanadische Regierung, vertreten durch den für das Historic Sites and Monuments Board of Canada zuständigen Minister, Edward Belcher und erklärte ihn zu einer „Person von nationaler historischer Bedeutung“.

## Werke
- A Treatise on Nautical Surveying. London 1835.
- Narrative of a voyage round the world. 2 Bände, London 1843.
- Voyage of the Samarang to the Easter archipelago. 2 Bände, London 1846.
- The last of the Arctic voyages; being a narrative of the expedition in H.M.S. Assistance, under the command of Captain Sir Edward Belcher C.B., in search of Sir John Franklin, during the years 1852–53–54. 2 Bände, London 1855 (Digitalisat).
- The great equatorial current, misnamed Gulf-Stream. London 1871.